# 骆峪镇
骆峪镇，是中华人民共和国陕西省西安市周至縣下辖的一个乡镇级行政单位。

## 行政区划
骆峪镇下辖以下地区：
神灵村、骆峪村、向阳村、复兴村、新村、尚兴村、黄家湾村、红旗村、双合村、韩家山村、串草坡村和碾子坪村。